# Компанія-зомбі
Компанія-зомбі (англ. zombie company) — позначення в ЗМІ компанії, яка потребує постійних фінансових вливань для того, щоб продовжувати діяльність. За визначенням Банку міжнародних розрахунків (BIS), «зомбі» — це публічна компанія, якій щонайменше 10 років, відсоткові платежі якої за позиками перевищують прибуток до сплати відсотків і податків.

## Опис
В широкому розумінні: компанію можна визначити як «зомбі», якщо її коефіцієнт покриття відсотків був меншим від одиниці, принаймні, три роки поспіль, якщо цій компанії не менше 10 років.
У вузькому розумінні: на основі оцінки фондового ринку додається вимога про те, що компанії-зомбі в порівнянні з «не-зомбі» мають нижчий очікуваний потенціал для зростання в майбутньому. Так, «зомбі» повинні мати відношення ринкової вартості своїх активів до їх відновної вартості — коефіцієнт Тобіна (q) — нижче від медіани в їхньому секторі будь-якого року. Відповідно до широкого визначення медіана q для «зомбі» вища, ніж у «не-зомбі», тому інвестори з оптимізмом дивляться на майбутнє багатьох компаній-зомбі. Вузьке визначення спрямоване на усунення цієї аномалії — компанія-зомбі має нижчу медіану q, трохи нижче від одиниці .
У гіпотезі Гаймана Мінські про фінансову нестабільність компанія-зомбі відповідає третьому класу позичальників: перший — це хедж-фінансування, за якого боржник може розплатитися і за відсотками, і за тілом боргу, другий — спекулятивне фінансування, коли грошового потоку позичальника вистачає для сплати відсотків, але не тіла боргу, третій — Понці-фінансування (за ім'ям відомого італійського «пірамідобудівника») — грошового потоку не вистачає навіть на виплату відсотків.
У журналістській та науковій спільноті є думка, що класичним прикладом компанії-зомбі (у широкому визначенні) є Tesla, яка виробляє високотехнологічні електромобілі, але є збитковою: заснована 2003 року компанія протягом останніх восьми років показує чистий річний збиток, безпрецедентний для корпоративного сектору США. За оцінкою Value Investors Club, компанія Tesla є модифікованою схемою Понці: всю свою історію компанія фінансує власну діяльність через анонс нового продукту та збір передоплати, перш ніж готова приступити до його виробництва — компанія витрачає залучені депозити клієнтів на капітальні витрати та операційні витрати для виробництва попереднього продукту, а коли в компанії закінчуються кошти, оголошується випуск нового продукту і приймається нею передоплата, щоб завершити виробництво раніше анонсованого продукту".

## Історія
Термін «компанія-зомбі» почав активно застосовуватися стосовно японських компаній, підтримуваних японськими банками в період «Втраченого десятиліття» після краху японської фінансової бульбашки 1990 року. Компанії-зомбі Японії продовжують досі жити тільки за рахунок вливань кредитів з відсотковою ставкою нижчою від ринкової, а погане корпоративне управління і зараз є причиною низького зростання обсягів виробництва. За оцінкою Nikkei, до 2020 року Банк Японії стане найбільшим акціонером японських компаній (придбає активів на $360 млрд) — така скупка підтримає подальше існування «зомбі».
Від 2015 року уряд Китаю реалізує програму ліквідації або реорганізації десятків тисяч компаній-зомбі в економіці країни.
2016 року, за даними Європейського центрального банку, близько 10 % компаній у шести провідних країнах єврозони є «зомбі».
За даними Bianco Research, на кінець 2017 року в індексі S&P 1500 частка компаній-зомбі — 14,6 %, що є максимумом за останні 20 років. Для порівняння, в епоху бульбашки доткомів їх було менше 4 %.
2017 року уряд Південної Кореї визнав невиконаним план з ліквідації в національній економіці «зомбі» (компаній, які три роки поспіль не можуть покрити витрати на виплату відсотків за операційним прибутком), що становлять 45 % корпоративного боргу.
За оцінкою KPMG, частка «зомбі» в економіці Великої Британії 2018 року досягла 14 %.
Спеціальне дослідження виявило стійку тенденцію до зростання частки компаній-зомбі: у 14 країнах з розвиненою економікою їхня частка (у широкому визначенні) зросла в середньому від 2 % наприкінці 1980-х років до 12 % 2016 року та від 1 % до 6 % відповідно до вузького трактування. Банк міжнародних розрахунків (BIS) назвав поширення компаній-зомбі однією з чотирьох причин (поряд зі зростанням невизначеності через торгові конфлікти, зниженням ефективності монетарних заходів центральних банків та уповільненням продуктивності праці) погіршення показників світової економіки у 2018—2019 роках, оскільки зростала практика відкладення проблем на потім за рахунок нових боргів: за наявності можливості залучення дешевого кредитування знижується мотивація компаній до поліпшення своїх показників рахунок власних ресурсів.

## Стартап-зомбі
Поняття «стартап-зомбі» ввів у обіг ділових видань у березні 2013 року журнал Forbes як відгук на висловлювання Даніеля Моррілла про такий стан в управлінні проєктом, коли засновник опиняється перед вибором або продовжувати виживання, попри відсутність зростання ключових показників (це і є «зомбі»), або змінити свою бізнес-ідею, або відмовитися від неї.
Для стартапів основним ризиком перетворення на «зомбі» є розрахунок на раннє бурхливе зростання. Але досвід показує, що компанія може не потрапити вчасно у вікно можливостей через погане виконання (технологічне, маркетингове, управлінське) або відсутність дієвої бізнес-моделі. Як наслідок, такі стартапи не злітають і не вмирають, але при цьому небезпечні: «Покупцеві на ранніх стадіях розвитку ринку складно відрізнити живу компанію від зомбі: у кращому випадку він витрачає час, у гіршому — йде з ринку, розчарувавшись у технології» .
Відмінна риса стартапа-зомбі це — стагнація. Як тільки компанія переростає певний розмір (як правило, це пов'язано з появою операційного прибутку), вона повинна перейти від підприємницького підходу в управлінні до практик регулярного менеджменту. Наявність великої кількості «зомбі» свідчить, що ринок має високий потенціал, тому що компанія з високим рівнем менеджменту на цьому ринку не зустріне серйозної протидії.